# Éva Ferenczi
Eva Ferenczi (* um 1962) ist eine ehemalige rumänische Tischtennisspielerin. Sie nahm an mehreren Weltmeisterschaften teil.

## Werdegang
Eva Ferenczi gewann 1978 bei den Jugend-Europameisterschaften den Titel im Einzel, im Mixed erreichte sie mit Zsolt-Georg Böhm das Endspiel, das gegen das jugoslawische Paar Iztok Frank/Gordana Perkučin gewonnen wurde. Achtmal wurde sie rumänische Meisterin der Erwachsenen, nämlich 1978 und 1981 im Einzel, im Doppel 1979, 1980 (mit Liana Mihuț) und 1981 (mit Olga Nemes) sowie im Mixed 1976, 1977 (mit Cristinel Romanescu) und 1980 (mit Simion Crisan). 1979 und 1981 wurde sie für die Teilnahme an den Weltmeisterschaften nominiert. Ihre beste Position in der Weltrangliste erreichte sie 1981 mit Platz 25.
1982 trat Eva Ferenczi bei einem internationalen Turnier im italienischen Como an. Damals kehrte sie nicht nach Rumänien zurück, sondern emigrierte nach Italien. Hier spielte sie zunächst in Bari, seit 1983 war sie bei mehreren deutschen Bundesligavereinen aktiv:
- 1983–1984 beim TSV Kronshagen[6]
- 1984–1985: ATSV Saarbrücken[7] Mit dessen Damenmannschaft wurde sie 1985 Deutscher Meister.
- 1985–1986: TuS Jahn Soest[8]
- 1986–1988: MTV Stuttgart[9]
- 1988–1990: TTB DJK Elversberg